# Vrigny (Orne)
Vrigny è un comune francese soppresso e frazione del dipartimento dell'Orne nella regione della Normandia. Dal 1º gennaio 2015 si è fuso con i comuni di Marcei, Saint-Christophe-le-Jajolet e Saint-Loyer-des-Champs per formare il nuovo comune di Boischampré.

## Società

### Evoluzione demografica
Abitanti censiti